# João Morais Leitão
João António Morais da Silva Leitão GCIH (Covilhã, São Pedro, 4 de setembro de 1938 — Lisboa, Olivais, 18 de fevereiro de 2006) foi um advogado e político português.

## Biografia
Filho de Amadeu da Silva Leitão (Covilhã, São Pedro, 18 de Julho de 1908 - Lisboa, São Domingos de Benfica, 26 de Junho de 1993) e de sua mulher Maria da Luz de Matos Morais (Covilhã, São Pedro, 6 de Março de 1914 - Lisboa, São Domingos de Benfica, 24 de Março de 2002).
Frequentou o Colégio Militar entre 1948 e 1953. Licenciado pela Faculdade de Direito da Universidade de Lisboa, foi admitido na Ordem dos Advogados em 1962. Foi também director de contencioso do Banco Pinto & Sotto Mayor, até 1968, e administrador-delegado da companhia de seguros Mundial Confiança, até à sua nacionalização ocorrida após o 11 de Março de 1975.
Em 1974 esteve entre os fundadores do Centro Democrático Social. Com a Aliança Democrática foi ministro dos Assuntos Sociais do VI Governo Constitucional e das Finanças e do Plano, no VII Governo Constitucional. Era visto como tendo um correcto equilíbrio entre uma economia devia liberalizar-se, e uma  forte sensibilidade social e "o verdadeiro fundador de uma escola de pensamento liberalizador da economia portuguesa" quando esta era ainda dominada por uma forte intervenção estatal herdada após o 11 de Março.
Entre 1979 e 1980 foi o 26.° Presidente da Federação Portuguesa de Futebol.
Depois de abandonar o Ministério das Finanças por sua iniciativa, regressa ao CDS assumindo o cargo de director do Gabinete de Estudos. Como deputado da oposição ao bloco central PS-PSD, em Junho de 1983 é eleito vice-presidente do grupo parlamentar, quando Lucas Pires preside ao partido, acumulando as funções de presidente da bancada de São Bento.
Em Abril de 1986, disputou a presidência do CDS, no sétimo Congresso do CDS, realizado no Porto, que teria Adriano Moreira como vencedor.
Abandona discretamente a política partidária activa, e regressa à sua profissão de advogado,  tendo sido o primeiro vice-presidente do Conselho Geral da Ordem, entre 1990 e 1992, e membro do seu Conselho Superior, entre 1996 e 1998. Foi sócio-fundador da sociedade de advogados, Morais Leitão,  hoje conhecida como MLGTS, que após incorporar outras sociedades se tornou uma das maiores sociedades de advogados portuguesas.
A 5 de Janeiro de 2006, pouco antes da sua morte, foi agraciado com a Grã-Cruz da Ordem do Infante D. Henrique.
Casou com Maria Clymeni Zañartu Gubert e Mundet (16 de Outubro de 1940), filha de Luís Gubert y Mundet (Lisboa, Camões - 10 de Julho de 2012), de origem Catalã, e de sua mulher Clymeni Zañartu Philipps (Viña del Mar - ?), de ascendência Espanhola e Inglesa. Teve quatro filhos sendo que o seu filho primogénito Luís Miguel Gubert Morais Leitão, desempenhou as funções de Secretário de Estado do Tesouro e das Finanças do XVI Governo de Portugal,  Secretário de Estado Adjunto e dos Assuntos Europeus e Secretário de Estado Adjunto do Vice-Primeiro-Ministro no XIX Governo de Portugal e Ministro de Economia no XX Governo de Portugal.

## Funções governamentais exercidas
- VI Governo Constitucional
  - Ministro dos Assuntos Sociais 1980
- VII Governo Constitucional
  - Ministro das Finanças e do Plano 1981